# Banca Vicens
La Banca Vicens, situada en la calle Sant Francesc número 10 de la ciudad de Alcoy (Alicante), Comunidad Valenciana, fue una entidad bancaria fundada en 1848 en Alcoy por Antonio Vicens Varela (1807-1865).

## Historia
El nombre oficial de la entidad era Banca Antonio Vicens y Compañía y posteriormente Banca de la Viuda de Antonio Vicens. En 1918 contaba con diez empleados en la sede central de Alcoy.
La entidad tuvo una enorme influencia en el tejido industrial y financiero alcoyano. Durante muchos años fue la entidad financiera más importante de Alcoy, superando en préstamos a la Caja de Ahorros de Alcoy y a la sede del Banco de España en Alcoy.
La entidad tenía corresponsalias en varios municipios de la provincia de Alicante, como Cocentaina, Xixona, Benidorm, Villajoyosa, Ondara y Villena, ofreciendo servicios financieros en áreas que no lo tenían.
La banca Vicens fue la única de España que no fue absorbida por entidades bancarias de ámbito nacional desde su fundación. A partir de los años 1930, debido a la competencia del resto de entidades bancarias que operaban en Alcoy, su empuje decayó. Su actividad llega hasta la guerra civil española. Con posterioridad a la contienda, desapareció debido a un importante crédito concedido al bando republicano, que fue impagado y arruinó a la entidad.

## Edificio
El edificio de carácter señorial fue construido en el año 1881 como sede central de la Banca Vicens. Posee dos fachadas realizadas en sillería, con balcones de fundición.
La planta baja que actualmente es ocupada por oficinas, albergó originalmente las caballerizas, la cochera de la casa, la bodega y la carbonera para la calefacción. Hoy en día ha sido rehabilitado y es la actual sede de la Cámara de Comercio de Alcoy.